# 動物哲學
《動物哲學》（全稱：Philosophie zoologique ou exposition des considérations relatives à l'histoire naturelle des animaux，意為：動物哲學：有關動物博物學思考的闡述），或譯《動物學哲學》，是拉馬克在1809年出版的一本動物學書籍，書中他闡釋了自己提出的拉馬克主義。
在書中他指出生物可以從影響它們的環境中獲得新的性狀，且不同物種間的差異是由中間性狀消失導致的。

## 外部連結
- Lamarck: Contents （页面存档备份，存于）
- 1809, vol. I:  (Oxford) （页面存档备份，存于）
- 1830, vol. I:  (Harvard) （页面存档备份，存于）
- 1830, vol. I:  (Michigan) （页面存档备份，存于）
- 1830, vol. II: (Michigan) （页面存档备份，存于）